# Kivijärvi (Pajala socken, Norrbotten)
Kivijärvi är en sjö i Pajala kommun i Norrbotten och ingår i Torneälvens huvudavrinningsområde. Sjön har en area på 0,0365 kvadratkilometer och ligger 226,9 meter över havet.

## Delavrinningsområde
Kivijärvi ingår i det delavrinningsområde (746623-181724) som SMHI kallar för Inloppet i Liviöjärvi. Medelhöjden är 235 meter över havet och ytan är 38,14 kvadratkilometer. Det finns inga avrinningsområden uppströms utan avrinningsområdet är högsta punkten. Liviöjoki som avvattnar avrinningsområdet har biflödesordning 2, vilket innebär att vattnet flödar genom totalt 2 vattendrag innan det når havet efter 233 kilometer. Avrinningsområdet består mestadels av skog (53 procent) och sankmarker (43 procent). Avrinningsområdet har 0,09 kvadratkilometer vattenytor vilket ger det en sjöprocent på 0,2 procent.